# Paweł Duber
Paweł Duber (ur. 22 sierpnia 1977 w Raciborzu) – polski historyk, doktor habilitowany nauk humanistycznych, badacz historii najnowszej ze szczególnym uwzględnieniem historii politycznej Polski w latach 1918-1939, interdyscyplinarnych obszarów badawczych dotyczących polityki wewnętrznej, stosunków międzynarodowych w wymiarze kulturowym, a także problemu pamięci z jej rolą we współczesnej polityce "softpower" krajów europejskich. 

## Życiorys
Ukończył I Liceum Ogólnokształcące im. Edwarda Dembowskiego w Gliwicach w 1997 r.. W 2004 roku uzyskał stopień magistra historii na Uniwersytecie Śląskim, gdzie obronił pracę pt. "Kulisy tworzenia się władz polskich na emigracji we wrześniu 1939 roku" napisaną pod kierunkiem prof. Marii Wandy Wanatowicz. W latach 2001–2003 uczęszczał na studia w Międzynarodowej Szkole Nauk Politycznych Uniwersytetu Śląskiego. 
W 2009 r. na Akademii Humanistycznej w Pułtusku, pod kierunkiem prof. Pawła Wieczorkiewicza (a po jego śmierci prof. Andrzeja Chojnowskiego, obronił pracę doktorską pt. "Geneza, rządy i upadek "grupy pułkowników" na przykładzie działalności Kazimierza Świtalskiego w latach 1926-1939". Habilitował się w 2015 roku w Instytucie Historii Polskiej Akademii Nauk na podstawie pracy "Działalność polityczna Kazimierza Bartla w latach 1926-1930. Z dziejów "liberalnego skrzydła" obozu sanacyjnego".
W latach 2006–2009 pracował jako asystent na Śląskim Uniwersytecie Medycznym (Wydział Zdrowia Publicznego w Bytomiu). W 2007 roku był asystentem prasowym przy Instytucie Pamięci Narodowej w Katowicach. W latach 2010–2011 był adiunktem naukowym w Ośrodku Kultury Francuskiej i Studiów Frankofońskich Uniwersytetu Warszawskiego. Był związany z Biblioteką Uniwersytecką w Warszawie, gdzie w latach 2011-2013 pracował jako specjalista naukowo-techniczny. 
W latach 2012–2013 przebywał we Szwajcarii jako adiunkt naukowy (collaborateur scientifique), gdzie na Uniwersytecie we Fryburgu realizował projekt badawczy pt. "Dyplomaci polscy w Szwajcarii w latach 1919-1945" w ramach grantu naukowego ze szwajcarskich funduszy SCIEX. Od 2013 do 2016 roku pełnił funkcję specjalisty ds. historii w Muzeum Józefa Piłsudskiego w Sulejówku. Od 2015 do 2016 roku brał udział w pracach zespołu przygotowującego do druku protokoły posiedzeń Rady Ministrów za lata 1918-1923. W latach 2015–2017 był członkiem Rady Naukowej czasopisma "Dialog Dwóch Kultur".  
Od 2016 roku bierze udział w projekcie przygotowującym tom studiów pt. "Współczesna kultura dyplomatyczna" realizowany przez Polski Instytut Spraw Międzynarodowych. W 2017 roku był zatrudniony jako specjalista w Polskiej Akademii Nauk Stacji Naukowej w Paryżu, gdzie był odpowiedzialny za organizację imprez naukowych prowadzonych przez tę placówkę. 
Od 2018 roku jest recenzentem projektów poświęconych dziedzictwu kulturowemu, finansowanych przez Komisję Europejską w ramach programu Horyzont 2020. Od 2018 roku współpracuje z Uniwersytetem w Bath w Wielkiej Brytanii. 
Jest też recenzentem artykułów naukowych w "Kwartalniku Historycznym" oraz "Pamięć i Sprawiedliwość".

## Wybrane publikacje
- Działalność polityczna Kazimierza Bartla w latach 1926-1930: z dziejów "liberalnego skrzydła" obozu sanacyjnego, Wydawnictwo Sejmowe. Kancelaria Sejmu, Warszawa 2014, ISBN 978-83-7666-253-4
- Działalność polityczna Kazimierza Świtalskiego w latach 1926-1939, Wydawnictwo Poznańskie, Poznań 2013, ISBN 978-83-7177-915-2
- Diariusz: uzupełnienie z lat 1919-1932 / Kazimierz Świtalski, Wydawnictwo Sejmowe, Warszawa 2012, ISBN 978-83-7666-197-1

## Konferencje naukowe i wygłoszone referaty
- Problem izb ustawodawczych w myśli politycznej Józefa Piłsudskiego po przewrocie majowym, Instytut Historii PAN (4 października 2016),
- Józef Piłsudski i przewrót majowy 1926 r. w oczach dyplomacji szwajcarskiej, Piotrków Trybunalski (31 maja 2016),
- Szwajcaria w okresie drugiej wojny światowej w świetle publikacji Niezależnej Komisji Ekspertów (tzw. Raport Bergier), Warszawa (3 października 2014),
- Dyplomaci polscy w Szwajcarii w czasie II wojny światowej, Warszawa (17 października 2013 r.),
- Politique culturelle polonaise en Suisse – acteurs et liaisonsinformelles a traversl’exeemple de Henryk Opieński, Fribourg (15 listopada 2013 r.